# Australogryllacris ornata
Australogryllacris ornata är en insektsart som först beskrevs av Walker, F. 1869.  Australogryllacris ornata ingår i släktet Australogryllacris och familjen Gryllacrididae.

## Underarter
Arten delas in i följande underarter:
- A. o. ornata
- A. o. cyanea